# Büttös
Büttös è un comune dell'Ungheria di 229 abitanti (dati 2001) . È situato nella contea di Borsod-Abaúj-Zemplén.